# Rina Satō
Rina Satō (japonès: 佐藤利奈)  (Kitakyūshū, 2 de maig de 1981) és una Seiyū (actriu de doblatge) de Kitakyūshū.

## Doblatges per any
Doblatges per any. L'ordre d'aquesta llista és personatge i sèrie.

### 2004
- Prim Snowlight de Divergence Eve.
- Tsutako Takeshima de Maria-sama ga Miteru.
- Tsutako Takeshima de Maria-sama ga Miteru ~Haru~.

### 2005
- Yukimi Itami de Gokujou Seitokai.
- Yuka Kasuga de Jigoku Shoujo.
- Munepi de D.C.S.S. ～Da Capo Second Season～.
- Yuki Kusakabe de ToHeart2.
- Mia/Sophie de Fushigiboshi no Futagohime.
- Negi Springfield de Mahou Sensei Negima!.
- lo de Mushishi.

### 2006
- Natsuko Kameyama de Kashimashi ~Girl Meets Girl~.
- February de Coyote Ragtime Show.
- Charu de Get You!.
- Kōsuke Ichijō, de School Rumble Ni Gakki
- Tanaka Punie de Dai Mahou Touge
- Mizusawa de ZEGAPAIN
- Flood de Tactical Roar
- Mudie Holcrof de Mobile Suit Gundam SEED C.E. 73: Stargazer
- Yuuji, Arisa Shidou de Tona-Gura!.
- Negi Springfield de Negima!?
- Yuyama Kakunojo de Bakumatsu Kikansetsu Irohanihoheto
- Ren-tan de Binchō-tan.
- Kyukyu/Sophie de Fushigiboshi no Futagohime Gyu!.

### 2007
- Shiori Makimura, Koutarou Azumamiya, Eight, Nadja Orumuzuto de Hayate the Combat Butler.
- Mana Kamishiro de Kishin Taisen Gigantic Formula.
- Kozue de Kyoshiro to Towa no Sora.
- Prinesca Yugiri de Shinkyoku Soukai Polyphonica.
- Melhis Roythiers de Mana-Khemia: Alchemists of Al-Revis.
- Haruka Minami de Minami-ke.
- Satori Azuma de Bamboo Blade.
- Kureha Akabane de [Night Wizard The ANIMATION.
- Kiyoh de Tengen Toppa Gurren Lagann.